# Баншу-Мару № 2
Баншу-Мару № 2 — транспортне судно, яке під час Другої світової війни брало участь у операціях японських збройних сил на Тихому океані. 
Рефрижераторне судно «Баншу-Мару № 2» спорудили в 1941 році на верфі компанії Fujinagata Zosensho для компанії Nishi Taiyo Gyogyo.
В серпні 1941-го «Баншу-Мару № 2» реквізували для потреб Імперського флоту Японії, після чого провели певну модернізацію на верфі Urabe Shipbuilding Iron Works, яка завершилась в жовтні 1941-го. Того ж місяця судно вийшло у рейс до належних японцям островів Мікронезії, але не пізніше кінця листопада знову було в Японії.
17 січня – 4 червня 1942-го «Баншу-Мару № 2» здійснило рейс до Південно-Східної Азії, під час якого побувало у Таракані (центр нафтовидобувної промисловості на сході Борнео), Такао (наразі Гаосюн на Тайвані), Макассарі (південно-західний півострів Целебесу), Купанзі (острів Тимор).
Станом на середину грудня 1942-го судно перебувало в Сурабаї (головна база на сході острова Ява), а 24 грудня прямувало по протоці Омбай (омиває центральну частину північного узбережжя Тимора). Тут його виявив американський підводний човен USS Tautog, який почав переслідування та о третій годині ночі 25 грудня два залп із трьох торпед, дві з яких потрапили у ціль. «Баншу-Мару № 2» швидко затонуло, загинув один член екіпажу.